# فن الفايكينغ
فن الفايكينغ، المعروف أيضًا بالفن الشمالي، هو مصطلح مقبول على نطاق واسع للتعبير عن فن الشماليين الإسكندنافيين ومستوطنات الفايكينغ في أماكن أبعد -تحديدًا في الجزر البريطانية وآيسلندا- أثناء عصر الفايكينغ المستمر من القرن الثامن إلى القرن الحادي عشر ميلاديًا. يشترك فن الفايكينغ في العديد من عناصر التصميم مع الفن السلتي والألماني ثم الرومانسيكي والشرق أوروبي، فقد تبادل التأثير مع كل من هذه الثقافات.
بشكل عام، يعتمد ما نعرفه حاليًا عن فن الفايكينغ اعتمادً كبيرًا على الخامات المتينة من المعدن والحجر؛ فنادرًا ما يُحفظ الخشب والعظم والعاج والمنسوجات؛ لا نجد بشرة الإنسان بأي مكان ولا يحتمل أنها نجت، تشير مصادر تاريخية إلى أنه من الواضح أنها كانت موشومة. لذا يظل السجل الفني، كما نجا حتى اليوم الحاضر، غير مكتمل إلى حد كبير. قد يحسن الوضعَ بالطبع التنقيبُ المستمر عن الآثار واكتشافها بالصدفة في المستقبل، كما حدث بالفعل في السابق.
عادةً ما ينقسم فن الفايكينغ إلى سلسلة من الأساليب المرتبة زمنيًا، بالرغم من أن التأثيرات المحلية خارج إسكندنافيا نفسها غالبًا ما تكون قوية فيصير تطور الأساليب أقل وضوحًا.

## السياق التاريخي

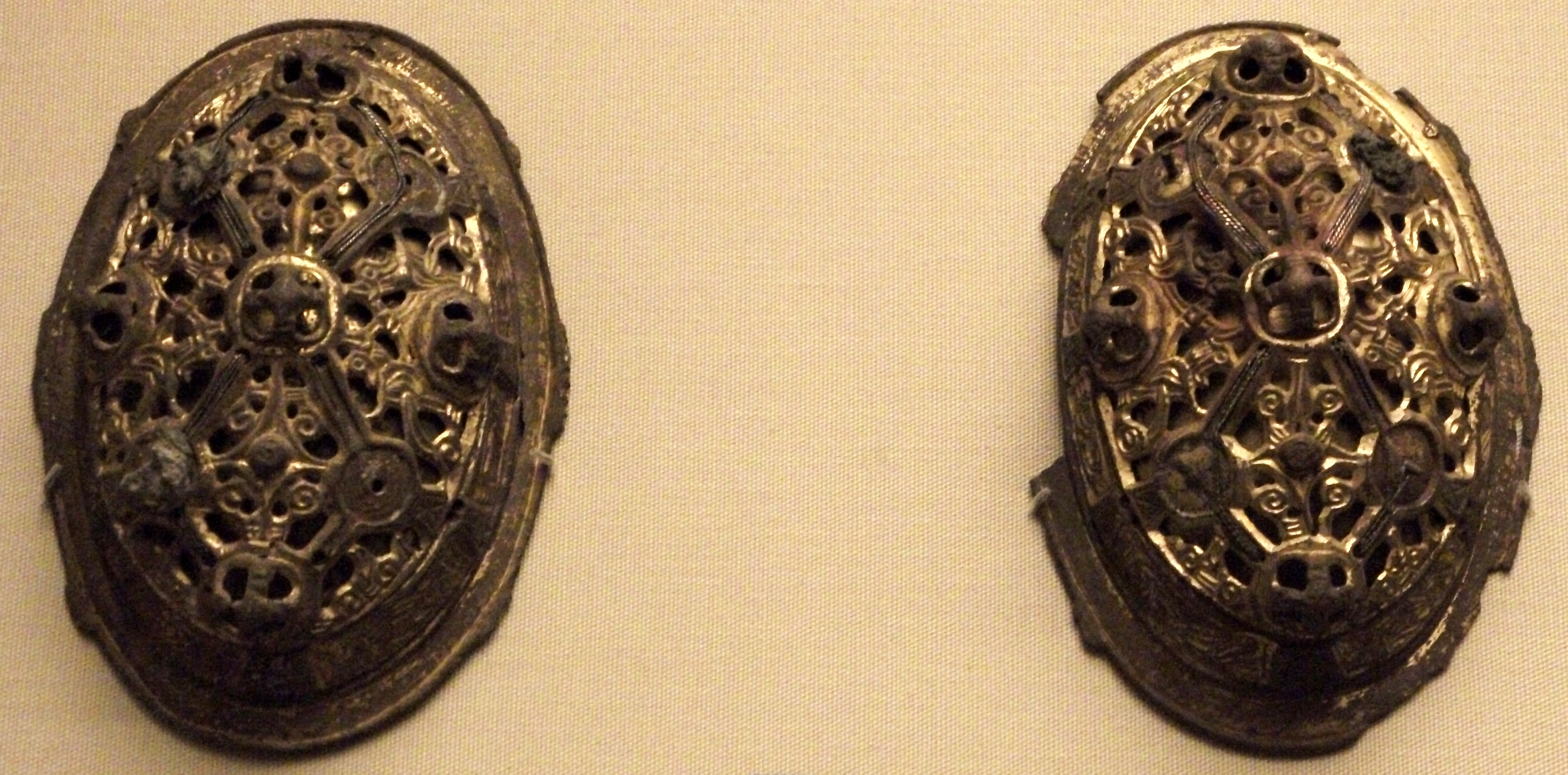
زوج من بروش الفايكنغ للنساء. المتحف البريطاني

ترجع جذور الفايكينغ الإقليمية إلى إسكندنافيا، شبه الجزيرة الواقعة في أقصى شمال القارة الأوروبية، أما كلمة «فايكينغ» فمن المحتمل أنها مشتقة من مصطلحهم الخاص عن الغارات الساحلية –وهو النشاط الذي عرفت به العديد من الحضارات المجاورة عن سكان المنطقة.
استهدف مغيرو الفايكينغ أماكن ثرية على الساحل الشمالي الغربي لأوروبا من أواخر القرن الثامن حتى منتصف القرن الحادي عشر ميلاديًا. دخل الفايكينغ، قبل التجار المسيحيين ومغيري البحر، التاريخ المسجل أولًا بهجومهم على المجتمع الرهباني المسيحي في جزيرة لينديسفارن عام 793.
استخدم الفايكنج في البداية سفنهم الطويلة لغزو ومهاجمة السواحل والموانئ والمستوطنات النهرية الأوروبية بصورة موسمية. تنوعت بعد ذلك أنشطة الفايكينغ لتشمل الرحلات التجارية إلى شرق أوطانهم الإسكندنافية وغربها وجنوبها، مع رحلات متكررة ومنتظمة تتبع مجرى الأنهار شرقًا إلى روسيا ومناطق البحر الأسود وبحر قزوين، وغربًا إلى سواحل الجزر البريطانية، آيسلندا وغرينلاند. توجد أدلة على وصول الفايكنج إلى نيوفاوندلاند قبل وقت طويل من وصول كريستوفر كولومبوس إلى العالم الجديد.
صاحبت الأنشطة التجارية استقرارهم واستعمارهم للعديد من هذه المناطق.

## وفقًا للمواد

### الخشب والمواد العضوية
كان الخشب بلا شك المادة الأساسية المختارة من قبل فناني الفايكينغ، لكونه سهل النحت نسبيًا ورخيصًا ومتوفرًا بكثرة في شمال أوروبا. تأكدت أهمية الخشب كوسط للأعمال الفنية عبر فرص نجاة الأعمال الفنية في بداية حقبة الفايكينغ ونهايتها، أي نقوش سفينة الدفن أوسبيرغ في أوائل القرن التاسع عشر والزخارف المنحوتة لكنيسة أورنس ستيف من القرن الثاني عشر. كما يلخص جايمز غراهام- كامبيل: «تتيح لنا هذه الآثار المميزة أن نكوِّن على الأقل انطباعًا عما نفتقده من التحف الأصلية لفن الفايكينغ، بالرغم من أن جذاذات الخشب والمنحوتات الصغيرة في مواد أخرى (مثل قرن الوعل والكهرمان وعاج حصان البحر) تعطي مزيدًا من التلميحات. ينطبق الأمر نفسه حتمًا على الفنون النسيجية بالرغم من أن النسج والتطريز كانا من الحرف اليدوية المتطورة بشكل واضح».

### الحجر
باستثناء الشواهد الحجرية المزخرفة الغوتلاندية المنتشرة في السويد في بداية حقبة الفايكينغ، يتضح أن النقش على الحجر لم يمارس في مكان آخر في إسكاندنافيا حتى أواسط القرن العاشر وإنشاء الآثار الملكية في جيلينغ في الدنمارك. ثم أصبح استخدام الحجر المنحوت للنصب التذكارية الدائمة أكثر انتشارًا بعد ذلك، يُحتمل أن يكون تأثرًا بانتشار المسيحية.

## معرض صور

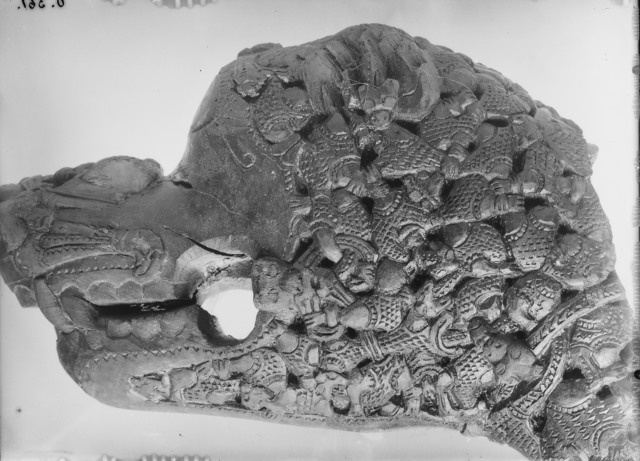
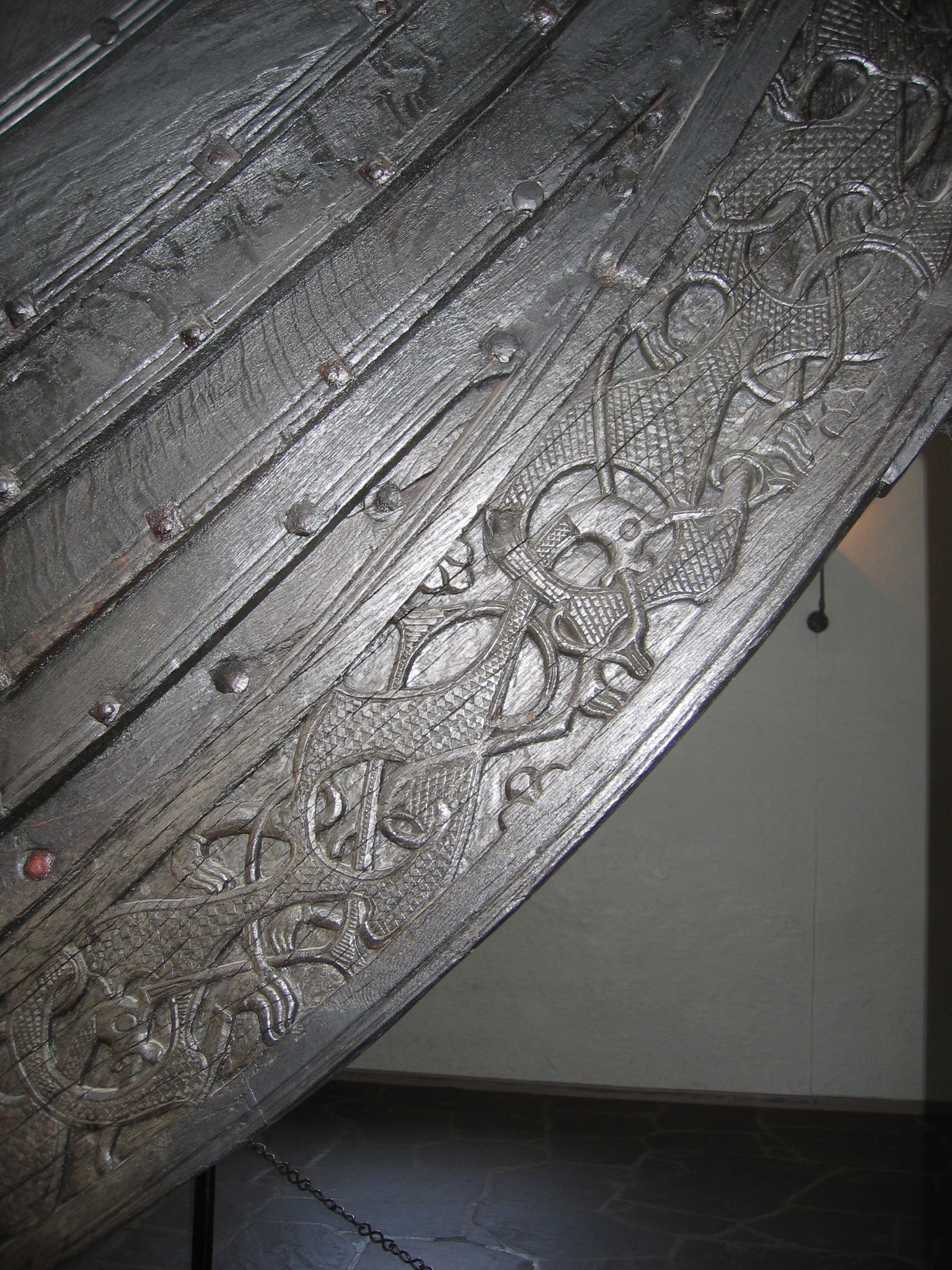
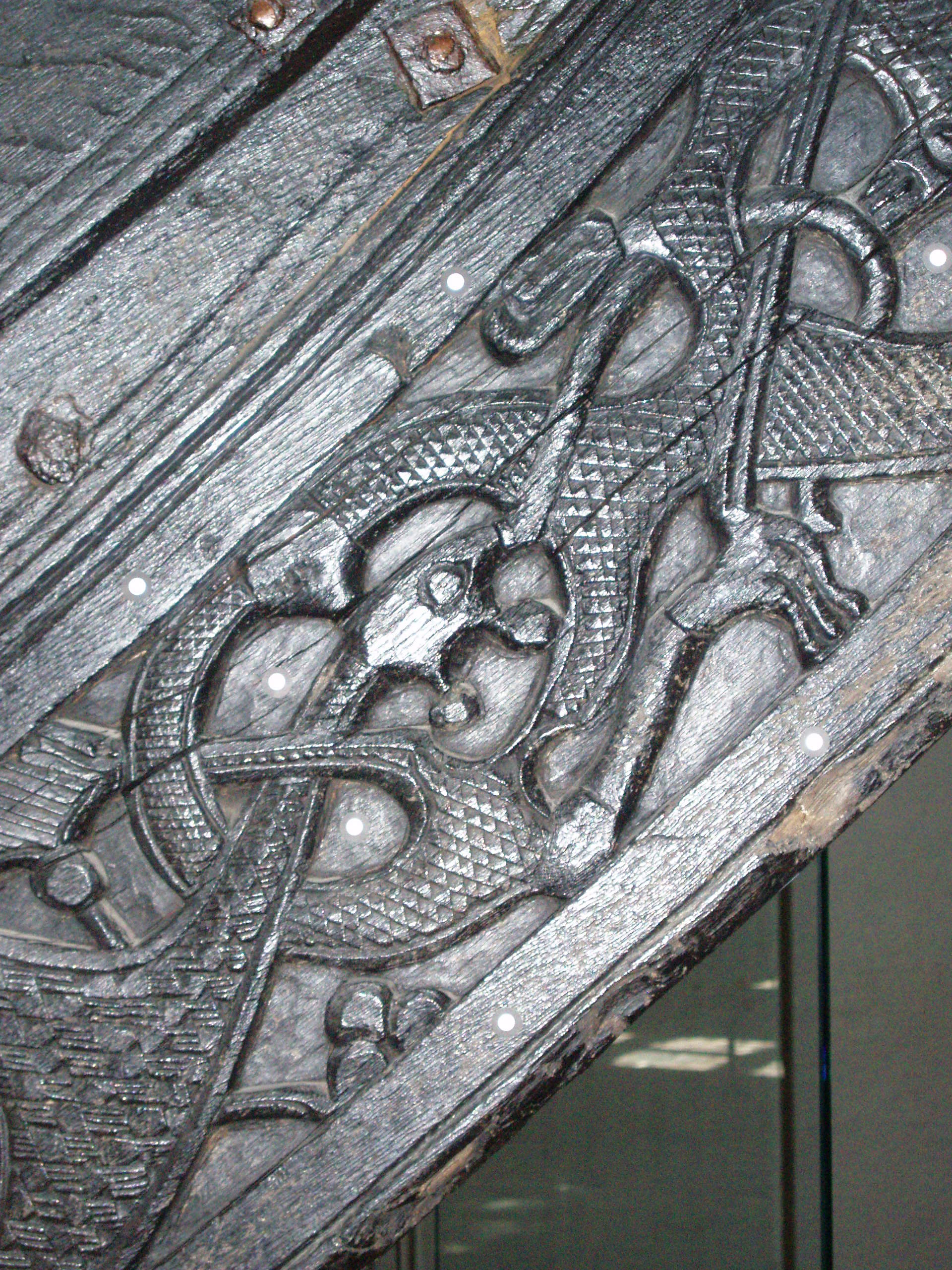